# Rübartschova chata
Rübartschova chata byla horská chata s rozhlednou, která stála na vrchu Vrchmezí v Orlických horách.

## Historie
Vystavěna byla v roce 1882 na tehdy německé, dnes polské, straně hory spolu s hostincem za podpory Kladského horského spolku (Glatzer Gebirgsverein). Pravděpodobně už o něco dříve vyrostla na české straně dřevěná rozhledna, která se tak stala první vyhlídkovou stavbou v Orlických horách. Prvním hostinským se zde stal Heinrich Rübartsch, rodák ze Zielence (do roku 1945 Grunwald) a potomek exulantů ze Sušicka. V roce 1910 měla zchátralou rozhlednu nahradit nová kamenná, ale kvůli nedostatku financí byla opět ze dřeva. Po Heinrichově smrti v roce 1930 se chaty chopil jeho vnuk. V roce 1946 chata vyhořela a nedlouho po ní zanikla také rozhledna.

## Popis
První rozhledna byla 16 metrů vysoká, druhá o něco vyšší. Turistický průvodce Hory Orlické z roku 1913 ji popisuje jako 28 metrů vysokou. Dále také uvádí rozhled: na severu a východu bylo vidět celé Kladské hrabství a Orlické hory s údolím Divoké Orlice, na severu navíc ještě hřbet Hejšoviny a Broumovské stěny. V Čechách pak od Krkonoš, přes Kunětickou horu a Hradec Králové až k Žamberku.